# Abbaye Saints-Pierre-et-Paul de Cobourg
L'abbaye Saints-Pierre-et-Paul est une ancienne abbaye bénédictine à Cobourg, dans le Land de Bavière et le diocèse de Wurtzbourg.

## Histoire
L'abbaye Saints-Pierre-et-Paul est d'abord un prieuré fondé en 1075 par l'abbaye bénédictine de Saalfeld sur la colline de la forteresse de Coburg. En 1150, l'abbaye dépend de l'église Saint-Maurice de Cobourg. En 1217, le prévôt est aussi le prêtre de l'église Saint-Maurice. Au moment de la Réforme protestante, le prévôt Martin Algauer confie l'abbaye à la ville de Cobourg. En 1555, la propriété du monastère est complètement transférée à la ville. Les derniers restes du monastère sont démolis en 1829.